# HD 93833
HD 93833，又名BD-09 3147，SAO 137815、HR 4233，是一颗恒星，视星等为5.86，位于銀經260.17，銀緯42.69，其B1900.0坐标为赤經10h 44m 43.1s，赤緯-9° 42.69′ 22″。